# Convolvulus laciniatus
Convolvulus laciniatus là một loài thực vật có hoa trong họ Bìm bìm. Loài này được Desr. mô tả khoa học đầu tiên năm 1789.